# Sminthopsis
Дунарт (Sminthopsis) — рід родини сумчастих хижаків, представники якого мешкають в Австралії. Типовий вид — Sminthopsis crassicaudata. Етимологія: «Sminthopsis» з грецької означає «мишоподібна зовнішність».

## Морфологія
Морфометрія. Довжина голови й тіла: 70—120 мм, довжина хвоста: 55—130 мм, за винятком Sminthopsis longicaudata у якого довжина хвоста близько 200 мм, тобто подвоєна довжина голови й тіла. Дорослі Sminthopsis crassicaudata (середня довжина голови й тіла близько 83 мм) зазвичай важать 10–15 грамів. Дорослий самець Sminthopsis leucopus (довжина голови й тіла 112 мм), важить 30 грамів. Середня вага Sminthopsis macroura становить 19 грамів у самців і 16 г у самиць.
Опис. Хутро м'яке, ніжне і щільне. Спина і боки мають від жовтувато-коричневого до сіруватого забарвлення. Низ тіла білий або сірувато-білий, ноги, як правило, білі, хвіст коричневий або сіруватий. Деякі види мають середню лицеву смугу. Цей рід відрізняється від інших сумчастих «мишей» значною мірою особливостями черепа і зубів. Ступні тонкі, а подушечки помережані смугами або гранульовані. На задній частині підошви не вистачає подушечки. Більшість видів мають 8–10 молочних залоз, деякі — 6 і один вид очевидно — тільки 2. Сумка відносно краще розвинена, ніж у більшості інших сумчастих «мишей». У деяких видів хвіст накопичує жир і набуває форми моркви в часи рясної їжі. Цей жировий резерв може бути використаний, коли їжі не вистачає, а хвіст тоді стає тонким. У Sminthopsis murina, Sminthopsis leucopus, Sminthopsis virginiae, Sminthopsis longicaudata та Sminthopsis psammophila хвіст ніколи не набирає жиру, навіть за найсприятливіших умов. Більшість видів з постійно тонкими хвостами живуть у вологих лісах або саванах, але S. longicaudata і S. psammophila займають посушливі трав'янисті місцевості й пустелі. Як і слід було очікувати, види, здатні зберігати їжу у хвості в основному жителі сухих земель, хоча S. crassicaudata іноді зустрічається у вологих районах.

## Поведінка
Sminthopsis риють нори або будують гнізда з трави і листя, які розміщують в порожнистих колодах або під кущами чи пнями. Влітку, за повідомленнями, S. crassicaudata укривається серед каменів. Цей вид пересувається за допомогою стрибків на двох лапах, коли рухається на високих швидкостях, але на коротких дистанціях рухається на чотирьох лапах, тримаючи при цьому хвіст над землею в жорсткій висхідній кривій. Цей та інші види в основному наземні, але деякі з них спритні альпіністи. Більшість видів, як відомо, ведуть суворо нічний спосіб життя. Особини S. crassicaudata, разом з S. macroura і S. murina, як було зареєстровано, іноді входять в стан заціпеніння в періоди низької кількості їжі. Sminthopsis в основному комахоїдні, але й дрібні хребетні, такі як ящірки і миші, також вживаються в їжу. Більшість комах ловляться на землі, але S. murina іноді стрибає високо в повітря, щоб ловити метеликів в польоті. Області проживання перекриваються як з областями проживання такої ж статі так і з областями протилежної статі навіть під час сезону розмноження і ніякої територіальної поведінки не було помічено. Представники обох статей звичайно займають одне гніздо протягом сезону розмноження, але в інших випадках до 70 відсотків населення займають спільні гнізда в групах по 2–8, в які входять члени однієї або обох статей. Такі групи, мабуть, є непостійними, випадковими скупченнями. Полонені дорослі Sminthopsis ooldea виявилися нетерпимими один до одного.

## Розмноження
Особливості відтворення дуже добре вивчені в S. crassicaudata. Самиці можуть давати потомство у будь-який час року в неволі. У дикій природі, розмноження, як видається, обмежується терміном у 6–8 місяців, починаючи з червня чи липня, в ході якого кожна самиця, як вважають, народжує два рази. Період вагітності становить близько 13 днів. Розмір приплоду 3–10, як правило, 7–8 в дикій природі і трохи менше в неволі. Потомство перевозиться в сумці матері до близько 42 днів, а потім залишається в гнізді доки близько 63 днів. Після цього молодь є практично самодостатньою і незабаром сім'я розпадається. Сезон розмноження S. macroura у полоненої колонії в Південній Австралії тривав з липня по лютий. Період вагітності 12.5 днів. Величина приплоду від одного до восьми, але народження одного двох малят не була рідкістю. малюки знаходились у сумці 40 днів, потім у гнізді 30 днів. Період вагітності S. murina 13–16 днів. Рекорд тривалості життя належить екземпляру S. macroura — 4 роки й 11 місяців (1982 р.).